# کری کولات
کَری جی. کولات (به انگلیسی: Cary J. Kolat؛ زادهٔ ۱۹ مهٔ ۱۹۷۳) کشتی‌گیر بازنشسته و مربی کشتی آمریکایی است. او در دستهٔ ۶۳ کیلوگرم کشتی آزاد یک مدال نقره (۱۹۹۷) و یک برنز (۱۹۹۸) را از مسابقات قهرمانی کشتی جهان کسب کرده و قهرمان سه دورهٔ پیاپی جام جهانی کشتی است. او همچنین در قارهٔ آمریکا برندهٔ مدال طلای بازی‌های پان امریکن (۱۹۹۹) و قهرمان مسابقات قهرمانی پان امریکن (۲۰۰۰) است.
او در کشتی دانشگاهی نیز فعالیت داشت و از سوی کالج لاک‌هاون پنسیلوانیا قهرمان دو دورهٔ مسابقات ان‌سی‌ای‌ای بخش یکم در سال‌های ۱۹۹۶ و ۱۹۹۷ شد. کولات مربی کشتی دانشگاه ویسکانسین و سرمربی کشتی آکادمی نیروی دریایی آمریکا است.